# 萩原站 (福岡縣)
萩原站（日语：／ Hagiwara eki */?）是位於福岡縣北九州市八幡西區萩原一丁目，筑豐電氣鐵道筑豐電氣鐵道線車站。車站編號為CK04。

## 歷史
- 1963年（昭和38年）8月25日 - 車站啟用。
- 2015年（平成27年）7月26日 - 在獲得命名權下，此站加設「萩原中央醫院前」的副站名[1]。

## 車站構造
車站是一座地面車站，設有2面2線的相對式月台（千鳥式月台），兩月台以斜對面的方式設置，兩處之間設有平交道分隔。此站是無人車站。車站旁設有一座平交道，該平交道沒有警報機和遮斷機，當電車出發之際會響起警笛、使用音樂喇叭或揚聲器提醒路人。

### 月台
| 月台 | 路線        | 方向                       | 備註 |
| ---- | ----------- | -------------------------- | ---- |
| 1    | ■筑豐電鐵線 | 永犬丸、楠橋、筑豐直方方向 |      |
| 2    | ■筑豐電鐵線 | 黑崎站前方向               |      |

※實際上沒有月台編號，上述的編號只用作列車運輸指令上使用。

## 使用狀況
在2019年度，1日平均上下車人次為952人。以下為近年1日平均乘車人次列表。
| 上下車人次變化 | 上下車人次變化 |
| 年度           | 1日平均人次    |
| -------------- | -------------- |
| 2011           | 1,192          |
| 2012           | 1,324          |
| 2013           | 1,202          |
| 2014           | 1,127          |
| 2015           | 1,129          |
| 2016           | 1,140          |
| 2017           | 1,121          |
| 2018           | 1,035          |
| 2019           | 952            |

## 車站周邊
車站附近設有商店街。車站周邊都是團地（住宅區）。附近也是「巨乳排球」的取景現場。
- 萩原團地
- 萩原中央醫院
- 青山中央外科
- 北九州市立青山小學
- 穴生公園
- 青山Ace Lane（保齡球場）
- 星琳高等學校（日语：星琳高等学校）
- 九州地方整備局（日语：九州地方整備局）八幡維持出張所
- 日本郵政萩原郵局

## 相鄰車站
筑豐電氣鐵道
筑豐電氣鐵道線
熊西（CK03）－萩原（CK04）－穴生（CK05）

## 注腳
1. ↑   (PDF). 筑豊電気鉄道. 2015-07-26  [2017-04-26]. （原始内容 (pdf)存档于2016-05-27） （日语）.
2. ↑  鉄道事業｜企業・グループ情報《西鉄について》 （页面存档备份，存于）（日語） 令和元年度 駅別乗降人員
3. ↑  国土数値情報　駅別乗降客数データ  （页面存档备份，存于）（日語） - 國土交通省，2020年9月19日參閲